# Hylaeus lineolatus
Hylaeus lineolatus är en biart som först beskrevs av Schenck 1861.  Hylaeus lineolatus ingår i släktet citronbin, och familjen korttungebin. Inga underarter finns listade i Catalogue of Life.